# مهندسی عمران ترابری
رشته راه و ترابری یکی از گرایش‌های رشته مهندسی عمران در مقطع کارشناسی ارشد و دکتری می‌باشد. دانشجویان این رشته در زمان تحصیل مطالب مختلفی از انواع طرح‌های هندسی مسیرهای زمینی شامل ریل و جاده و همچنین انواع روسازی‌های صلب و غیر صلب و هم چنین مدل‌های مختلفی از انواع حمل و نقل‌های هوایی و زمینی و دریایی را با آموزش در کنار پژوهش فرا می‌گیرند.

## معرفی
مهندسی راه و ترابری گرایشی است که در آن اصول و استانداردهای نوین در ساخت راه‌های جدید و بهسازی راه‌های قدیمی مورد توجه و پژوهش قرار می‌گیرد.

## کاربرد
هدف این دوره، آموزش افرادی است که در نهایت دارای توانایی‌های لازم جهت طراحی و نظارت بر اجرای پروژه‌های تخصصی در زمینه مهندسی راه و ترابری گردند و ضمناً توان تحقیقاتی کافی جهت حل مسائلی که در این زمینه‌ها با آن روبرو می‌شوند را دارا باشند. این پروژه‌های تخصصی می‌تواند شامل راه، راه‌آهن، فرودگاه، حمل و نقل و ترابری باشد.